# Bill Watterson
William „Bill” Boyd Watterson II (ur. 5 lipca 1958 w Waszyngtonie) – amerykański rysownik i scenarzysta, autor komiksu Calvin i Hobbes (1985–1995).
Laureat nagród Eisnera i Harveya oraz Nagrody dla najlepszego zagranicznego komiksu na Międzynarodowym Festiwalu Komiksu w Angoulême w 1992.
Twórca komiksu prasowego Calvin i Hobbes (1985-1995). W Polsce komiks ukazywał się w magazynie komiksów Kelvin & Celsjusz (magazyn zaczerpnął z serii Wattersona tytuł, przy czym tłumacz zmienił imię Hobbes na Celsjusz, i zastąpił Calvina Kelvinem). Paski z tej serii ukazują się regularnie w kilku polskich tytułach prasowych. W formie książek publikuje je wydawnictwo Egmont Polska.